# Девід Тернбулл (футболіст)
Девід Тернбулл (англ. David Turnbull, нар. 10 липня 1999, Карлук) — шотландський футболіст, півзахисник клубу «Кардіфф Сіті». 
Відомий за виступами також у клубі «Селтік», а також у складі національної збірної Шотландії.

## Клубна кар'єра
Девід Тернбулл народився 1999 року в місті Карлук. Розпочав грати у футбол у юнацькій команді «Ньюмейнс Гаммерс», у 2009 році перейшов до футбольної школи клубу «Мотервелл». З 2017 року Тернбулл грав у головній команді того ж клубу, проте дебютував у основі клубу лише 10 лютого 2018 року у грі Кубку Шотландії проти клубу «Данді».
У червні 2019 року Девід Тернбулл уклав попередній контракт з «Селтіком». Проте контракт довелось відкласти у зв'язку з виявленим у футболіста пошкодженням, у зв'язку з чим він повернувся до «Мотервелла», та заліковував травму. Лише 27 серпня 2020 року Тернбуллу вдалось укласти остаточну угоду з «Селтіком» на 4 роки. Станом на липень 2023 року відіграв за команду з Глазго 84 матчі в чемпіонаті Шотландії.

## Виступи за збірні
З 2014 року Девід Тернбулл грав у складі юнацьких збірних Шотландії різних вікових груп, у 2014 році грав за збірної віком до 16 років, у 2017—2018 роках грав за юнацьку збірну віком до 19 років, у 2018 році грав також за юнацьку збірну до 20 років, загалом на юнацькому рівні взяв участь у 5 іграх, відзначившись одним забитим голом.
З 2019 року Девід Тернбулл грав у складі складу молодіжної збірної Шотландії. На молодіжному рівні зіграв у 5 офіційних матчах.
У травні 2021 року Девіда Тернбулла включили до складу національної збірної Шотландії з футболу для участі в чемпіонат Європи з футболу 2020 року. Станом на липень 2023 року зіграв у складі національної збірної 5 мвтчів, у яких забитими м'ячами не відзначився.

## Титули і досягнення
- Володар Кубка шотландської ліги (2):

«Селтік»: 2021-22, 2022-23
- Чемпіон Шотландії (2):

«Селтік»: 2021-22, 2022-23
- Володар Кубка Шотландії (2):

«Селтік»: 2019-20, 2022-23